# Avlona
Avlona (griego: Αυλώνα, turco: Gayretköy) es un pueblo de Chipre, en la zona que pertenece a la República Turca del Norte de Chipre. Está situado a 12 km al sureste de Morphou/Güzelyurt, inmediatamente al norte de la Línea Verde.
Avlona significa "gran patio" en griego. Los turcochipriotas cambiaron el nombre a Gayretköy ("pueblo de entusiasmo") en 1975.

## Conflicto intercomunal
En el censo otomano de 1831, los cristianos (grecochipriotas) constituían los únicos habitantes de la aldea (27 varones). Sin embargo, la aldea tenía una pequeña minoría turcochipriota entre 1891 y 1931. Para 1946, todos los turcos con la excepción de una familia habían dejado el pueblo y se trasladaron a Akaki.
En 1960, no existían turcochipriotas en el pueblo. A lo largo del período de colonización británica, la población grecochipriota de la aldea aumentó significativamente, pasando de 149 en 1891 a 524 en 1960.
En el marco de la llamada Operación Atila, cuando se produce el alto el fuego, el 16 de agosto de 1974, a las 18:00, las tropas turcas no habían llegado al sector. UNFICYP informa que el 17 se produce un ataque de estos en dirección a Peristerona. El 20 de agosto de 1974, cuatro días después del alto el fuego (Atila II), los grecochipriotas son expulsados de la localidad sin combatir.
En la actualidad, los grecochipriotas de Avlona se encuentran dispersos por todo el sur de la isla. El número de desplazados en 1974 fue de aproximadamente 690.

## Población actual
Debido a las operaciones de 1974, Avlona quedó en territorio controlado por tropas turcas, muy cerca de la Buffer Zone o Zona de Amortiguación. A partir de entonces, con custodia de UNFICYP, algunos  grecochipriotas fueron autorizados a trabajar sus tierras, dentro de la zona de amortiguación y próximo a Avlona, hasta unos 500 m de las tropas turcas. Al respecto, los casos azules firman un acuerdo con los mandos locales en abril de 1975. 
En la primavera de 1976, Avlona fue repoblada por turcochipriotas. La mayoría de las personas que se asentaron fueron soldados desmovilizados turcos que participaron en la ofensiva militar de 1974 (muchos de ellos casados con mujeres turcochipriotas locales). Estos procedían de muy diferentes lugares de Anatolia, pero sobre todo de Akcaabat, Kars, Kahramanmaraş, Gaziantep, Corum y Bitlis. Sus autoridades, a través de UNFICYP, acordaron con las autoridades grecochipriotas trabajar los campos que estaban libres hacia el sur, en una franja de 200m. En ese verano, las autoridades turcas pasaron a exigir que el uso de la tierra debía ser por partes iguales exigiendo el traspaso de sectores. UNFICYP trató de descomprimir la situación evitando el ingreso de grecochipriotas y turcochipriotas al lugar. Sin embargo, el 10 de septiembre 36 agricultores turcochipriotas intentó trabajar el sector que había sido trabajado antes del verano por los grecochipriotas. Ello provocó dos enfrentamientos con los casos azules de Naciones Unidas con algunos heridos de ambos bandos. Las tropas turcas presentes en Avlona dispararon unos cincuenta disparos por encima del personal de UNFICYP. A partir de ese día, se continuaron las negociaciones para mantener el status quo. Desde entonces existen incidentes por la delimitación de la línea del cese al fuego.
De acuerdo con el censo turcochipriota de 2011, su población es de 367 personas.